# Myospalax aspalax
Myospalax aspalax es una especie de roedor de la familia Spalacidae.

## Distribución geográfica
Se encuentra en China y Rusia.